# 게임스팟
게임스팟(GameSpot)은 비디오 게임 뉴스, 리뷰, 프리뷰, 다운로드 등을 제공하는 웹사이트이다. 1996년 5월에 Pete Deemer, Vince Broady, 그리고 Jon Epstein이 웹사이트를 시작했다. ZDNet이 사들였다가 나중에 브랜드를 CNET 네트워크가 사들여 현재까지 게임스팟을 소유하고 있다.
게임스팟 스텝들에 의해 콘텐츠가 제작될 뿐만 아니라, 사이트에서는 사용자가 자신의 리뷰, 블로그 그리고 사이트의 포럼에 글을 올릴 수 있도록 허용해주고 있다. 포럼은 CNET에서 소유하고 있는 다른 웹사이트인 GameFAQs와 부분적으로 공유하고 있다.

## 역사
처음 사이트를 열었을 때는 PC 게임 리뷰만 다뤘다. 자매 사이트인 VideoGameSpot.com은 1996년 12월에 열었으며 콘솔 게임을 다뤘다. 1997년, VideoGameSpot.com은 짧은 기간에 VideoGames.com으로 도메인이 바뀌었으며 1998년 PC와 콘솔 섹션이 게임스팟으로 통합되었다.
2005년 10월 3일, 게임스팟은 게임스팟의 자매 사이트로 여겨지는 TV.com와 유사한 새 디자인을 적용했다.

## 같이 보기
- 올해의 게임 상 목록